# Len Kosmalski
Leonard J. Kosmalski, detto Len (Cleveland, 29 novembre 1951), è un ex cestista statunitense, professionista nella NBA e in Italia.

## Carriera
Venne selezionato dai Kansas City Kings al secondo giro del Draft NBA 1974 (24ª scelta assoluta).